# Sekvenciranje virusnih nukleinskih kiselina
Sekvenciranje virusnih nukleinskih kiselina jedna je od dijagnostičkih metoda u medicinskoj virusologiji koja se obično vrši neposredno posle amplifikacije produkta lančane reakcije polimeraze.‍:1266

## Namena u medicinskoj virusologiji
Sekvenciranje virusnih nukleinskih kiselina koja se koristi u medicinskoj virusologiji ima namenu za:
Genotipizacije virusa  — određivanja korelacije između genetskih tipova s jedne strane i fenotipova virusa s druge strane. To je od značaja za imunoprofilaksu, terapiju i prognozu virusnih oboljenja. 
Utvrđivanja filogenetskih odnosa — između virusnih izolata radi epidemiološkog otkrivanja i praćenja izvora, rezervoara, puteva i načina širenja virusnih infekcija.
Funkcionalne karakterizacije određenih virusnih sekvenci — što je od značaja u izučavanju patogeneze virusnih infekcija i sinteze antivirusnih lekova.

## Primena
U dijagnostičkoj virusologiji glavna primena metode sekvenciranja virusnih nukleinskih kiselina   je u ispitivanju rezistencije na antivirusne lekove koji se koriste u lečenju bolesnika sa HIV infekcijom.

## Tehnika i testovi
Detekcija mutacija koje su odgovorne za pojavu rezistencije vrši se direktno iz plazme pacijenta. 
Do danas je razvijeno više metoda određivanja sekvenci DNK. Ranije je to bilo veliki i skup poduhvat, dok se modernim metodama sekvenciranje odvija skoro automatski. Dve najznačajnije metode DNK sekvenciranja su:
Frederik Sanger tehnika — koja elegantno koristi prirodni tok replikacije kao uzorak za sekvenciranje, i ona je još uvek dominantno prisutna.
Maksim-Gilbert tehnika — koja se u principu bazira na hemijskom razlaganju pojedinih baza, i u današnje vreme se ređe koristi.
U novije vreme se pojavila metoda pirosekvenciranja, koja nudi mogućnost ubrzanog sekvenciranja putem visokoparalelne aktivnosti.
Trenutno dostupni komercijalni testovi danas se koriste za detekciju mutacija odgovornih za rezistenciju na anti-virusne lekove za humani citomegalovirus (CMV), varičela zooster virus (VZV), herpes simpleks virusa (HSV), hepatitis C virus (HCV) i hepatitis B virus (HBV).

## Nedostatak
Osnovni nedostatak genotipskih eseja je da se njima može detektovati samo rezistencija uzrokovana poznatim mutacijama.

## Literatura
- Krstić, L (2000). Medicinska virusologija.. Beograd: autor, drugo izdanje
- Rabenau, H. F.; Kessler, H. H.; Kortenbusch, M.; Steinhorst, A.; Raggam, R. B.; Berger, A. (2007). „Verification and validation of diagnostic laboratory tests in clinical virology”. Journal of Clinical Virology. 40 (2): 93—8. PMID 17766174. doi:10.1016/j.jcv.2007.07.009.

|  | Molimo Vas, obratite pažnju na važno upozorenje u vezi sa temama iz oblasti medicine (zdravlja). |